# Palazzo Giustinian
Il Palazzo Giustinian è un palazzo di Venezia ubicato nel sestiere di Dorsoduro, avente accesso da terra in Campiello dei Squellini vicino a San Barnaba e affacciato sul Canal Grande di fianco a Ca' Foscari; come quest'ultima è fra le migliori espressioni del tardo gotico veneziano.
È un edificio unitario, nonostante sia più propriamente formato da due edifici gemelli: il palazzo di destra, che ospita ambienti dell'Università "Ca' Foscari", è conosciuto come "Ca' Giustinian dei Vescovi", dal nome del ramo di quella famiglia che vi abitava; l'altro (proprietà della nobile famiglia veneta Brandolini D'Adda) come "Ca' Giustinian dalle Zogie" (gioie, gioielli).

## Storia

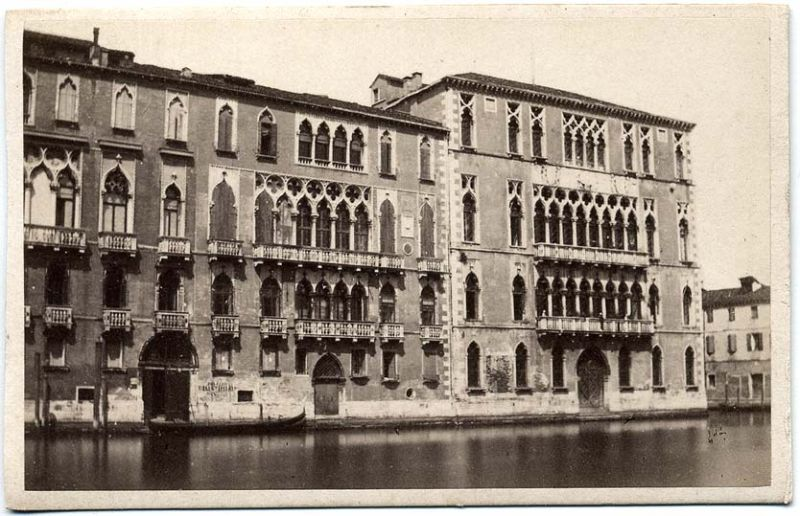
Palazzo Giustinian in una foto storica scattata da Carlo Naya, 1869 circa.

I due edifici gemelli furono costruiti nella seconda metà del XV secolo, attorno al 1452, probabilmente con la partecipazione di Bartolomeo Bon e Giovanni Bon. Furono commissionati dalla prestigiosa e antichissima famiglia Giustinian. Già allora erano destinati ai due rami della famiglia, e solo dopo un certo tempo furono uniti ed armonizzati tramite la parte centrale della facciata.
Una grande ristrutturazione fu curata da Giuseppe Darù, proprietario del palazzo vicino alla Ca'Foscari. Venduti nel XIX secolo, vi abitarono il pittore Natale Schiavoni, che ivi installò una pregevole collezione d'arte, e il compositore Richard Wagner, che tra il 1858 ed il 1859 vi compose il secondo atto del Tristano e Isotta. Questi soggiornò nel palazzo per sette mesi: si trattava del primo dei suoi viaggi veneziani. Sempre in questo periodo il giardino posteriore fu arricchito da un fitto boschetto artificiale, uno dei più estesi tra quelli presenti a Venezia.
Altro illustre ospite dell'edificio fu il romanziere statunitense William Dean Howells che fu console a Venezia dal 1861 al 1865. Nel 1866 questi pubblicò come memoria delle proprie esperienze in città l'opera Venetian life. Ivi dimorò anche il violinista ungherese Franz von Vecsey dal 1925 al 1935 e si ricorda come i gondolieri portassero i turisti sotto le sue finestre per far loro ascoltare il violinista che suonava.

## Descrizione

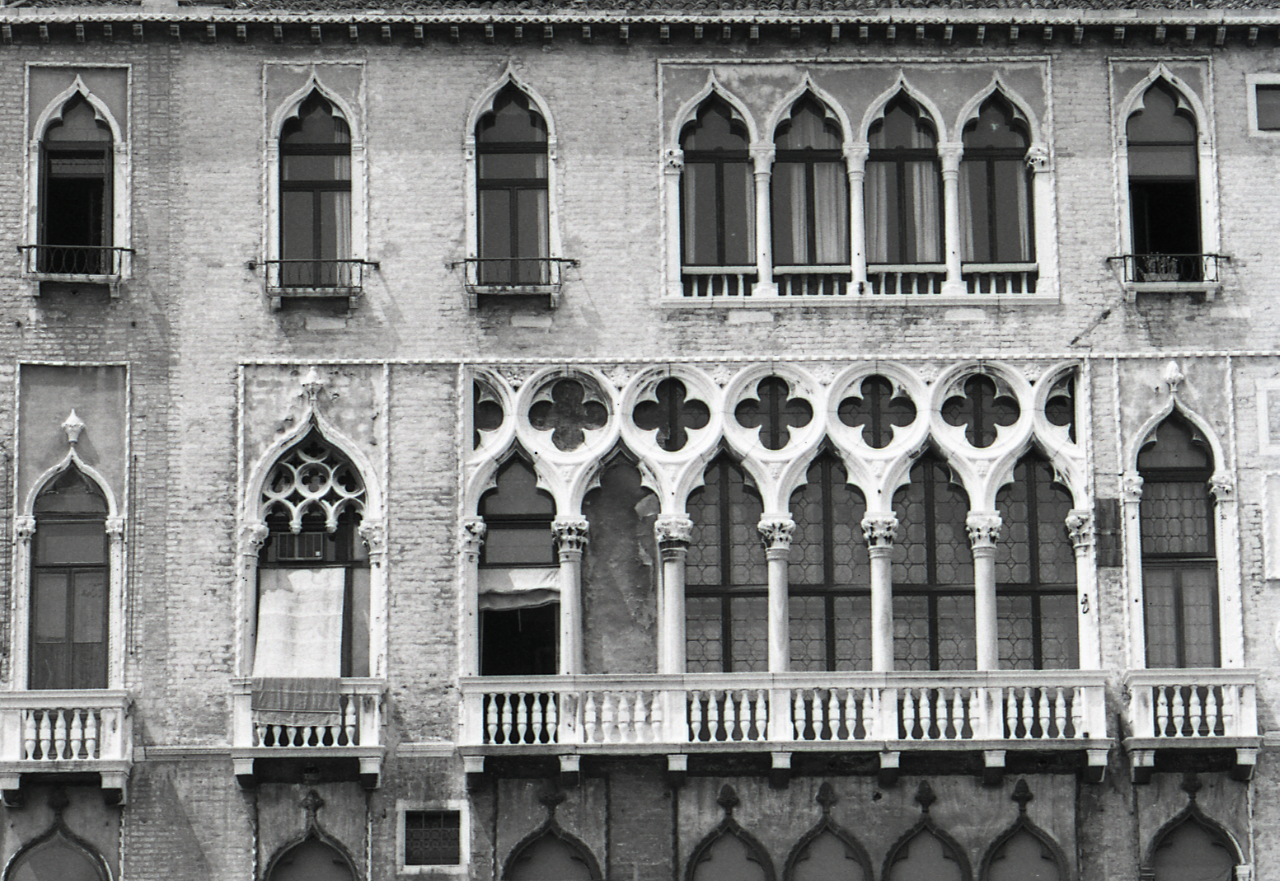
Particolare della facciata. Foto di Paolo Monti, 1969.

I palazzi, che si sviluppano con pianta a L su quattro piani, condividono con Ca' Foscari molti elementi decorativi della facciata. L'intero prospetto, di metri quarantaquattro e sviluppato quasi per intero simmetricamente rispetto all'asse centrale, sembra realizzato con la precisa finalità di dare compattezza architettonica all'edificio, che rimane percepito comunque come la fusione di due edifici, al contrario di quanto accade per Palazzo Bembo. L'assenza di compattezza in facciata è dovuta alla planimetria dell'edificio stesso. L'asse centrale al piano terra non è più un qualcosa di puramente geometrico, ma diventa il terzo portale ad acqua, quello centrale, che dà accesso alla calle retrostante, che separa i due corpi edilizi e le rispettive corti.
Ognuno dei due edifici presenta polifore centrali per illuminare i porteghi (saloni principali per ricevimenti): il primo piano nobile e l'ultimo presentano semplici quadrifore, mentre il piano nobile principale, il secondo, è decorato da un'esafora decentrata contraddistinta dal celeberrimo motivo ad archi intrecciati con quadrilobo. Più propriamente, le esafore non sono decentrate, bensì disposte simmetricamente rispetto ad un altro asse, vale a dirsi quello disegnato dal portale di centro. Le monofore che circondano le polifore centrali sono ad ogiva o ad arco trilobato, con fiori apicali; due monofore del secondo piano, più larghe, presentano elaborati trafori con capitelli pensili. Queste, con il setto marmoreo sottarco traforato con archetti pensili creano "un fraseggio architettonico più serrato e continuo", come disse Umberto Francoi. Altri, concordando con questa visione dei fatti, fanno notare che però dietro a tali fori non si sviluppi una struttura molto più profonda di una sola stanza. Di straordinario pregio sono i capitelli con teste di cherubino. Gli spigoli sono decorati con un motivo a dente di sega realizzato in pietra d'Istria. Lo scopo di questa cornice sembra proprio quello di dare compattezza alla struttura.
Per quanto riguarda la pianta, questa sembra determinata da precise ragioni logistiche ed edilizie legate al lotto, ai confini e alle esigenze personali dei due nuclei familiari che vi potevano essere ospitati. In particolar modo, era necessario costruire due corti, due scale e due accessi. I cortili presentano merli che imitano quelli medievali. In particolar modo, ognuno dei due corpi edilizi non presenta una sola corte, ma due, in quanto ognuno dei due presenta un cortiletto centrale e sul retro un giardino di maggiori dimensioni. Questi ultimi due sono molto differenti: Palazzo Giustinian dei Vescovi ha sul retro una corte circondata da colonnine lombardesche con capitelli ionici, caratterizzata da una scala gotica, sulla quale è posta la targa Restauratum 1902. Helen d'Aubery, mentre Ca' Giustinian dalle Zogie ha non solo una corte, ma anche un ampio giardino con vera da pozzo. Un tempo erano due le scale, chiuse entrambe a mo'di loggiato.
Gli interni del palazzo dei Vescovi sono caratterizzati dalla presenza di un grande portego decorato con stucchi, con plafoni realizzati da Giovan Battista Cedini e con un fregio rappresentante i volti di vari artisti. Il portego del corpo meridionale presenta invece stemmi dell'antica famiglia proprietaria, con cornici dorate.